# Subcultura

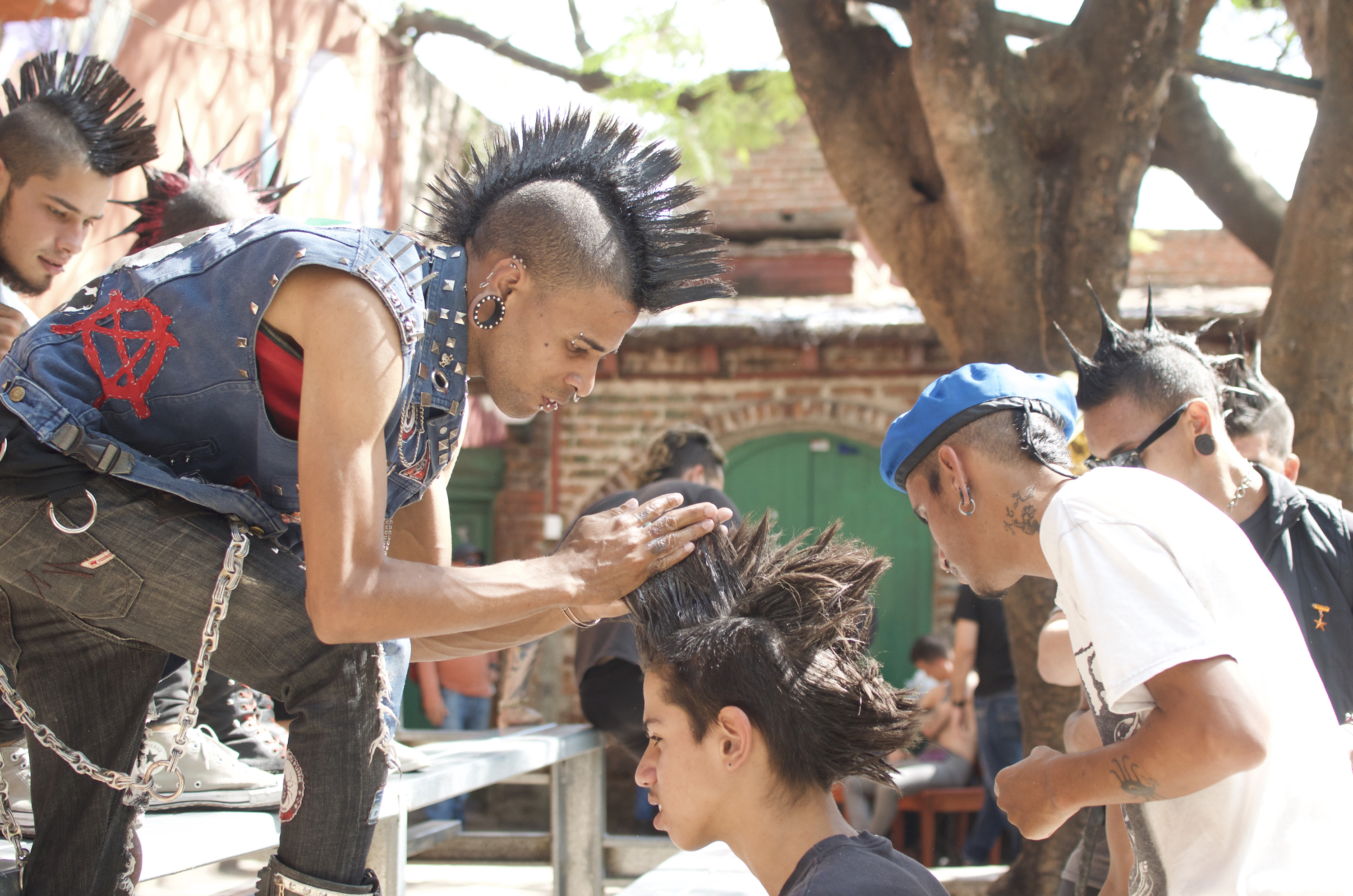
La singular subcultura del punk cubano.

El término subcultura se usa en sociología y antropología para definir a un grupo de personas con un conjunto distintivo de comportamientos y creencias que les diferencia dentro de la cultura dominante de la que forman parte.
La subcultura puede formarse a partir de la edad, grupo étnico o género de sus miembros. Las cualidades que determinan que una subcultura aparezca pueden ser estéticas, políticas, sexuales o una combinación de ellas, las subculturas se definen a menudo por su oposición a los valores de la cultura dominante a la que pertenecen, aunque esta definición no es universalmente aceptada, ya que no siempre se produce una oposición entre la subcultura y la cultura de una manera radical.

## Características
Una subcultura es frecuentemente asociada a personas de todas las edades y clases sociales que poseen preferencias comunes en el entretenimiento, en el significado de ciertos símbolos utilizados y en el uso de los medios sociales de comunicación, conducta, idiosincrasia y del lenguaje entre otras no tan notorias. En ese sentido se dice también que las corporaciones, las sectas y muchos otros grupos o segmentos de la sociedad pueden ser observados y estudiados como subculturas.
Es necesario que al concepto de subcultura hoy día se le incorpore la dimensión humana de la sexualidad, en tanto que es visible y notorio que en prácticamente todo el orbe existen diversas comunidades que se identifican de acuerdo a sus prácticas, visiones del mundo, gustos y preferencias con alguno de los colores que son un símbolo del amplio espectro social, erótico y sexual denominado como LGBTTTIQ y más.
Para Dick Hebdige todas las subculturas experimentan la misma trayectoria. En este modelo, las subculturas se forman inicialmente a través de una resistencia común. La sociedad dominante a menudo ve a estos grupos como radicales, lo que genera miedo, escepticismo y ansiedad en su respuesta. De alguna manera, esto le da más poder a la resistencia de la subcultura, pero solo momentáneamente, porque tarde o temprano la sociedad capitalista encuentra una forma de mercantilizar el estilo y la música de la subcultura. En poco tiempo, los elementos de la subcultura están disponibles para la corriente principal. De esta manera, lo que antes era subversivo, rebelde y radical, ahora está contenido. Por esta razón, a menudo sucede que el momento en que la sociedad dominante comienza a reconocer una subcultura es el momento en que el poder de resistencia de la subcultura comienza a morir. Si la subcultura se caracteriza por una oposición sistemática a la cultura dominante, entonces puede ser descrita como una contracultura.
Es importante tener en cuenta que no existe una definición acordada por los sociólogos de una subcultura. Los teóricos subculturales continúan expandiendo y alterando la definición de subculturas, a medida que investigan más grupos subculturales e incorporan teorías sociológicas de desviación en el marco subcultural. Por lo tanto, la definición de subcultura es polémica. Algunos teóricos incluso creen que el concepto ha dejado de ser útil. Sin embargo, una definición de trabajo es necesaria para una comprensión introductoria de las subculturas y la teoría subcultural. Por lo tanto, las características de las subculturas que se describen a continuación incorporan conceptos y teorías de los académicos subculturales más destacados, pero de ninguna manera constituyen una "lista de verificación" definitiva para determinar qué "cuenta" como subcultura y qué no.

## Origen del término

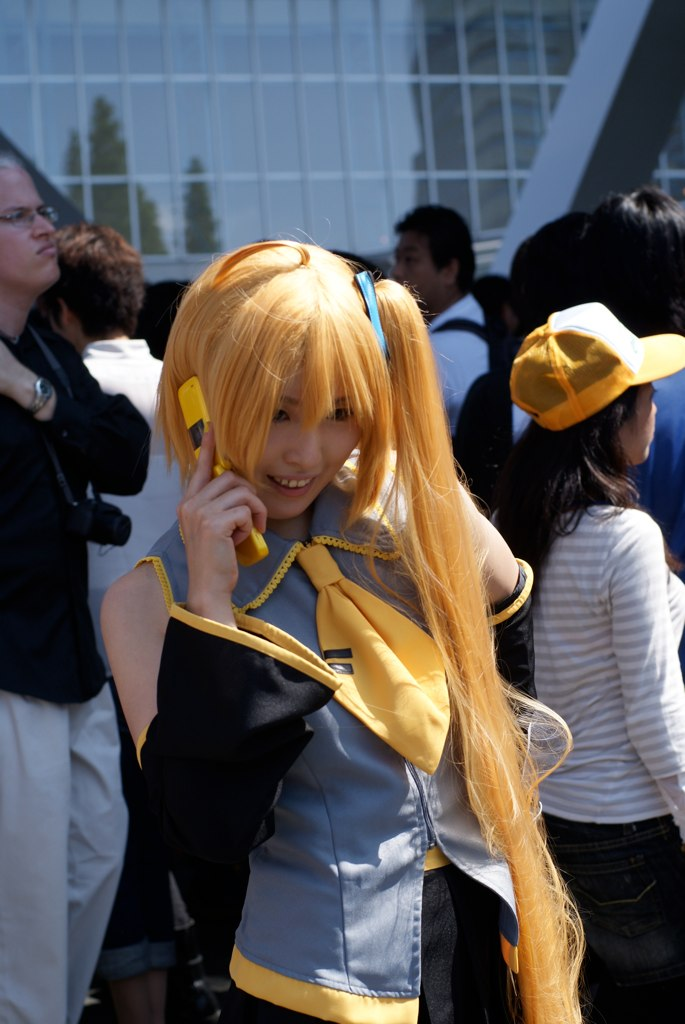
Los otakus son una subcultura con cierta vestimenta, gusto musical y lenguaje

El Oxford English Dictionary define la subcultura, en lo que respecta a la antropología sociológica y cultural, como "un subgrupo identificable dentro de una sociedad o grupo de personas, especialmente uno caracterizado por creencias o intereses que difieren de los del grupo más grande; las ideas distintivas, prácticas , o modo de vida de tal subgrupo".
La teoría subcultural fue desarrollada por primera vez por académicos de sociología en la Escuela de Chicago en la década de 1920. La Escuela de Chicago exploró la existencia del comportamiento "desviado" y discutió la desviación como producto de problemas sociales dentro de la sociedad. La Escuela de Birmingham se sumó a la teoría subcultural, investigando las formas en que los individuos se unieron a grupos que participaron en formas colectivas de desviación, denominadas subculturas. Para los teóricos contemporáneos, el concepto en sí mismo es controvertido y algunos se alinean con una perspectiva de "post-subcultura" que sugiere que la subcultura ya no describe las actividades colectivas. Los sociólogos continúan estudiando las subculturas para descubrir por qué se forman las subculturas, por qué los integrantes de las distintas subculturas eligen participar en un comportamiento grupal desviado y qué actividad subcultural puede decirnos sobre la sociedad en su conjunto.
Ya en 1950, David Riesman distinguía entre una mayoría, «que aceptaba pasivamente estilos y significados proporcionados comercialmente, y una subcultura que buscaba activamente un estilo minoritario... y lo interpretaba de acuerdo con valores subversivos».
El Centro de Estudios Culturales Contemporáneos (CCCS) de la Universidad de Birmingham surgió a mediados de la década de 1960 con el objetivo de explicar el surgimiento de subculturas juveniles, como Teddy Boys, Mods, Skinheads y Rockers, en la Gran Bretaña posterior a la Segunda Guerra Mundial. Allí, un grupo de sociólogos dirigido por Richard Hoggart se dispuso a examinar los diversos aspectos de la juventud subcultural de clase trabajadora.
Investigaciones previas realizadas por Hoggart y Raymond Williams catapultaron los estudios subculturales de Birmingham a un género más enfocado, y a través de esto, desarrollaron varias hipótesis informales que permanecieron en el centro de su trabajo hasta el cierre de la escuela en 2002. Primero, los académicos del CCCS vieron las subculturas como innegablemente basadas en la clase, ya que informaron que la mayoría de los miembros de subculturas que investigaron parecían ser hombres blancos jóvenes de clase media baja. Además, sugirieron que lo que unió a los miembros de las distintas subculturas fue un deseo colectivo de "actuar" en resistencia a los valores culturales dominantes hegemónicos. Frustrados por los obstáculos socioeconómicos para lograr un mejor nivel de vida, los jóvenes de la clase trabajadora se unieron posteriormente en virtud de su marginación y resistencia a la estructura de clases. Por último, los investigadores afirmaron que tal resistencia se manifestaba más claramente en los estilos y rituales espectaculares de los miembros del grupo Sin embargo, la Escuela de Birmingham vio el rechazo simbólico subcultural del estilo de vida burgués dominante como ilusorio. De hecho, los académicos llegaron a decir que la resistencia subcultural simbólica no solo tiene poco o ningún impacto en el cambio real, sino que en realidad puede funcionar para reforzar su bajo estatus en la sociedad.
A pesar de las muchas contribuciones significativas de la Escuela de Birmingham a los estudios subculturales, el CCCS enfrenta importantes críticas. En particular, muchos sociólogos han criticado centro por su énfasis excesivo en la resistencia, la clase y el estilo, así como por su subrepresentación de cualquier subcultura femenina o queer. Quizás la limitación más importante de los hallazgos y enfoques adoptados es su falta de métodos de investigación etnográficos. En lugar de acercarse a los integrantes de las distintas subculturas, los teóricos de CCCS realizaron su investigación a través de análisis semióticos del estilo desde lejos, malinterpretando potencialmente (o enfatizando demasiado) el estilo y las prácticas de alguien.
Ampliando el trabajo realizado por la Escuela de Chicago, los académicos del Centro de Estudios Culturales Contemporáneos (CCCS) exploraron más a fondo el concepto de desviación al resaltar las conexiones implícitas entre cultura y hegemonía. Dick Hebdige, argumenta que debido a que las subculturas surgen de la desviación, generalmente consisten en culturas e individuos de clase trabajadora. Esencialmente, los grupos sociales manejan sus problemas de estatus creando una nueva subcultura y estableciendo nuevas normas que no se ajustan a las normas de la cultura dominante. Estas nuevas normas contienen significados ideológicos y tienen formas simbólicas de resistencia. Además, las subculturas a menudo toman objetos y estilos de la cultura dominante y se los apropian para demostrar un nuevo significado. En su libro de 1979 Subcultura: el significado del estilo Dick Hebdige argumenta que los estilos de las subculturas juveniles de la clase trabajadora británica de la posguerra desafían la ideología dominante, la hegemonía y la normalización social a través de formas simbólicas de resistencia desarrollando un sentido de identidad. Según Hebdige, los miembros de un subcultura al validar su pertenencia a la misma deben contar con ciertas peculiaridades como el estilo, la ropa, el lenguaje y/o la forma de relacionarse. El estilo se construye a través de una combinación de ropa, música, danza, maquillaje y drogas. Hebdige enfatiza los contextos histórico, socioeconómico, de clase, de raza y de los medios de comunicación de masas de cada subcultura. Por ejemplo, Hebdige argumenta que existe un tema común subyacente a las subculturas del punk blanco y el reggae negro; ambos rechazan el simbolismo nacional británico. Aunque aparentemente no tienen relación, Hebdige demuestra este punto destacando las similitudes en sus estilos

## Tribus urbanas
Una «tribu urbana» es un grupo de personas en entornos urbanos que comparten un interés común y forman vínculos sociales efémeros. El concepto de tribus urbanas se basa en el neotribalismo, en el que la vida en entornos urbanos genera el decline del individualismo y de los vínculos sociales tradicionales (como parentesco) y, en su lugar, los reemplaza por intereses comunes. Las tribus urbanas usualmente se identifican por su forma de vestir, hábitos comunes, e intereses de consumo similares, por ejemplo música. Cuando un joven se une a una sociedad que posee las mismas tendencias y pensamientos que él, este se sentirá identificado tanto con el grupo como con sus símbolos.

### Ejemplos de algunas tribus urbanas
| Buchifresa | 2020      | México                                             | 2020-presente           |                  | corridos bélicos                                           |  |  |
| Alucines   | 2021      | México                                             | 2021-presente           |                  | corridos alterados                                         |  |  |
| Geek       | Años 1980 | Estados Unidos                                     | 1990-presente           |                  |                                                            |  |  |
| Hacker     | Años 1980 | Estados Unidos                                     | 1990-presente           |                  |                                                            |  |  |
| Gamer      | Años 1980 | Estados Unidos                                     | 1990-presente           |                  |                                                            |  |  |
| Emo        | Años 1990 | Estados Unidos                                     | 2005-2011               | 2012             | Pop punk - Metalcore                                       |  |  |
| Metaleros  | Años 1970 | Reino Unido                                        | Años 1980               | Años 2000        | Heavy metal                                                |  |  |
| Scene      | 2005      | Estados Unidos                                     | 2006-2011               | 2012             | Crunkcore - Electropop                                     |  |  |
| Otaku      | 1985      | Japón                                              | 2005-presente           |                  | J-pop                                                      |  |  |
| Flogger    | 2006      | Argentina                                          | 2007-2009               | 2010             | Electropop - Techno                                        |  |  |
| Hipster    | 2005      | Estados Unidos                                     | 2011-2016               | 2017             | Indie pop - Indie rock                                     |  |  |
| Swagger    | 2010      | Estados Unidos                                     | 2013-presente           |                  | Trap - Reggaeton                                           |  |  |
| Raver      | 1990      | Reino Unido                                        |                         |                  | Techno                                                     |  |  |
| Rolingas   | Años 1980 | Argentina                                          | Años 1990               | 2005             | The Rolling Stones - Rock rolinga - Rock barrial           |  |  |
| Cumbieros  | 2000      | Argentina                                          | Años 2000               | Años 2010        | Cumbia villera - Cumbia argentina - Cumbia colombiana      |  |  |
| Pijos      | 1970      | España                                             |                         |                  |                                                            |  |  |
| Hiphoperos | Años 1960 | Estados Unidos                                     | Años 1980-presente      |                  | Rap - Soul - Funk - Reggaeton                              |  |  |
| Turros     | 2008      | Argentina                                          | 2010-2015               | 2016             | Reggaeton                                                  |  |  |
| Punk       | 1976      | Reino Unido                                        | 1977-1987               | Años 2000        | Punk rock                                                  |  |  |
| Skinhead   | 1969      | Reino Unido                                        | 1970 - 1971 / Años 1980 | 1972 / Años 2000 | Ska - Reggae - Oi!                                         |  |  |
| Bronies    | 2011      | Estados Unidos / con gran impacto en Latinoamérica | 2011-2017               | 2018             | Musica Brony, Dubstep                                      |  |  |
| Hippie     | Años 1960 | Estados Unidos                                     | 1967 - 1977             | Años 1980        | Rock psicodélico - Rock progresivo - Country folk - Reggae |  |  |